# Tempelkrogen
Tempelkrogen er den sydligste del af Isefjorden  Tempelkrogen strækker sig over i alt cirka 5 kilometer, og starter syd for Arnakke mellem Holbæk og Tølløse og går op til Munkholm (Isefjorden) og Munkholmbroen i nord. Ved nordenden,  på vestsiden ligger herregården Eriksholm. Der ligger flere små holme i Tempelkrog, f.eks. Langholm, Marsvineholme og Koholm. 
De nordvestlige bredder er en del af naturfredningen Eriksholms skovkyster, mens de sydlige og østlige kystområder er del af fredningen Ryegård Gods og omegn 
Navnet stammer fra, at en lille katolsk menighed, der tidligere havde haft et kloster på Munkholm, forsøgte at overleve reformationen og etablerede en trækirke, ”Templet” syd for Eriksholm. Da Roskildebispen fik kendskab til dette, lod han Templet nedbrænde. Stedet gav dog navn til Tempelkrogen. 
Der blev tidligere drevet færgefart fra Munkholm til til Langtved i Hornsherred, men denne blev i 1951 erstattet af Munkholmbroen.